# Idris glabratus
Idris glabratus är en stekelart som beskrevs av Lars Huggert 1979. Idris glabratus ingår i släktet Idris och familjen Scelionidae. Inga underarter finns listade i Catalogue of Life.